# F.R. Boschvogel
F.R. Boschvogel, pseudoniem van Frans Ramon (Aartrijke, 22 september 1902 - Kortemark, 13 januari 1994), was een Vlaamse schrijver. Hij werd bekend als volksschrijver die veel historische verhalen over zijn streek schreef en hij schreef ook een aantal jeugdboeken. Zijn pseudoniem kwam er dankzij een buurtbewoonster van het bos, waar hij vaak ging wandelen als jongere, die hem meldde: "gie zie nen echte busveugel hé" (vrij naar het lokale dialect)

## Biografie
Zijn vader heette eveneens Frans Ramon, was vlaskoopman, maar overleed enkele maanden voor de geboorte van Boschvogel. Zijn moeder was kleermaakster en had een winkel.
Ramon studeerde in Torhout aan de normaalschool. Daarna haalde hij in Antwerpen zijn diploma als regent. Ondertussen werd hij in Zedelgem en Aartrijke onderwijzer en daarna leraar geschiedenis in Diksmuide en Brugge.

## Werk
Als auteur debuteerde hij in 1926 met het kinderboek Van Toontje die naar Rome ging, dat hij maakte in samenwerking met Emiel Van Hemeldonck. Enkele jaren later schreef hij twee Vlaamse Filmpjes met Een Vlaamsche martelares uit 1933, over Godelieve van Gistel, en Graaf Hapken en de roofridder uit 1935. Hij schreef ook in verscheidene tijdschriften, vooral over geschiedenis, folklore, heemkunde en literatuur. In 1938 verscheen Ons schoon West-Vlaanderen, een reisverhaal over zijn thuisprovincie West-Vlaanderen en in 1940 verscheen Als ich can, een levensbeschrijving van Jan Van Eyck.
Zijn eerste historische roman was Willem van Loo uit 1942. Dit verhaal over Willem van Lo werd in 1943 met de Karel Barbierprijs bekroond. Het historisch verhaal Vlaanderen die Leu uit 1952 werd in 1978 door de BRT geadapteerd voor televisie als de jeugdserie Dirk van Haveskerke.
Een aantal van zijn boeken werden vertaald in het Frans, Engels en Duits. Hij werkte ook mee aan de volksalmanak 't Manneke uit de Mane. Hij was ook jarenlang medewerker bij Het Wekelijks Nieuws en De Thouroutenaar. Tevens schreef hij korte verhalen voor de jeugdbladen Tam Tam en Trouw.

## Herinnering

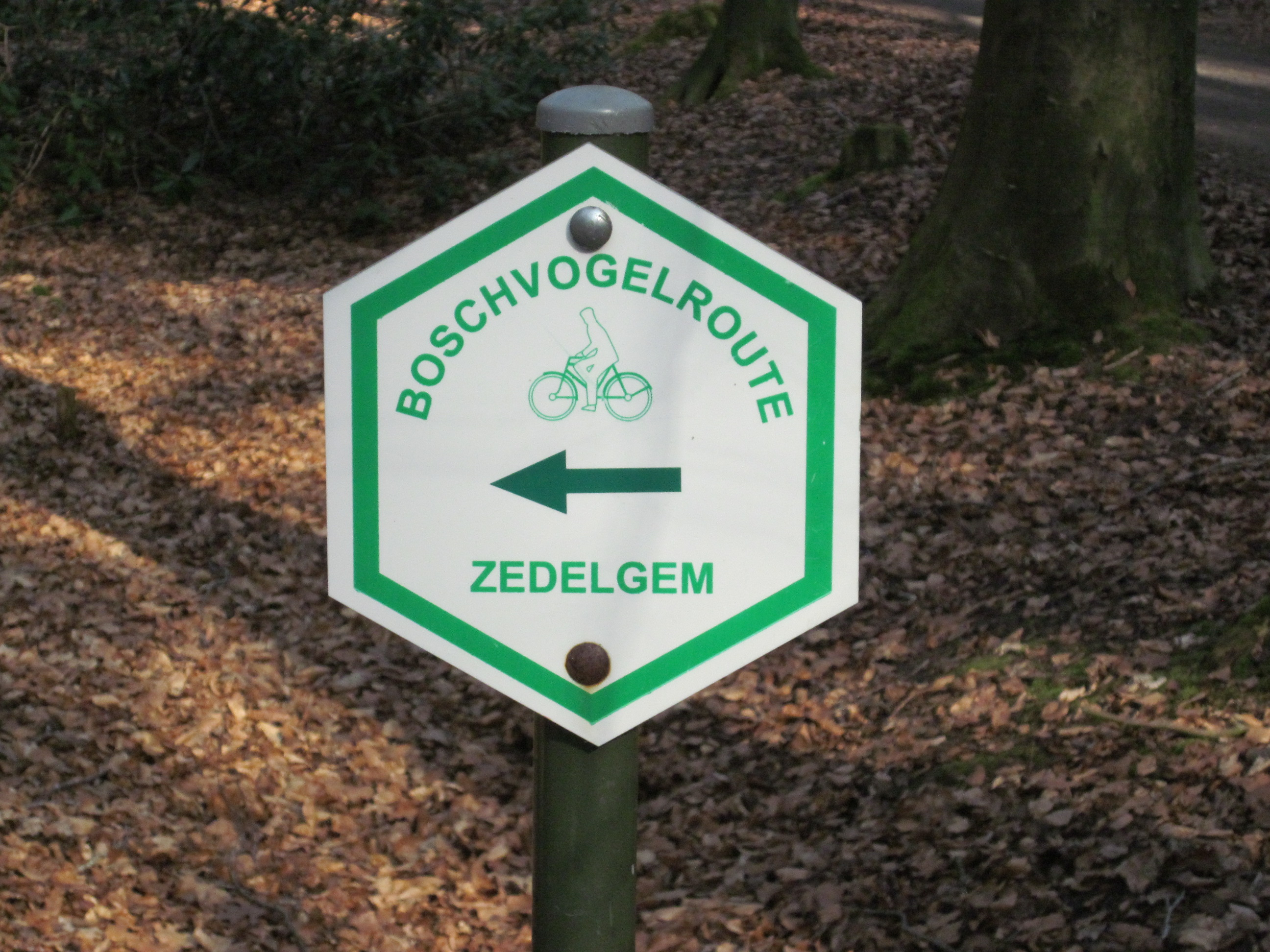
wegwijzerbordje van de Boschvogelroute

In Aartrijke werd een Boschvogelkring opgericht ter herinnering aan het leven en werk van de schrijver. In het dorp werd een borstbeeldje van Boschvogel geplaatst. Bij de 100-jarige verjaardag van de Landelijke Gilde van Aartrijke werd een fietsroute geopend, de Boschvogelroute.